# Journal of Religious History
O Journal of Religious History é um periódico acadêmico internacional revisado por pares, publicado por Wiley-Blackwell em nome da Associação de História Religiosa. Abrange o trabalho atual na história das religiões. Também examina a relação das religiões com outros aspectos da experiência humana.

## Abstração e indexação
A revista é abstraída e indexada pela Academic Search Elite, FRANCIS, America: History & Life, Australian Public Affairs and Information Service, Índice de Citação em Artes e Humanidades, ATLA Religion Database, Bano de Dados de Ciências Biológicas da CSA, Banco de Dados de Ciências e Gestão Ambiental da CSA, Current Contents/ Artes e Humanidades, Ecology Abstratcs, Historical Abstracts, InfoTrac, ProQuest e Sociological Abstracts.